# Лозовка (приток Малого Кинеля)
Лозовка — река в России, протекает по территории Самарской области. Устье реки находится в 35 км от устья Малого Кинеля по левому берегу. Длина реки составляет 22 км, площадь водосборного бассейна — 144 км².
Название произошло от слова «лоза» (мелкий ивняк, тальник по берегам рек).

## Данные водного реестра
По данным государственного водного реестра России, Лозовка относится к Нижневолжскому бассейновому округу, водохозяйственный участок реки — Большой Кинель от истока и до устья, без реки Кутулук от истока до Кутулукского гидроузла. Речной бассейн реки — Волга от верхнего Куйбышевского водохранилища до впадения в Каспий.
Код объекта в государственном водном реестре — 11010000812112100008395.